# A Gault Millau étteremkalauz magyarországi élmezőnye (2011)

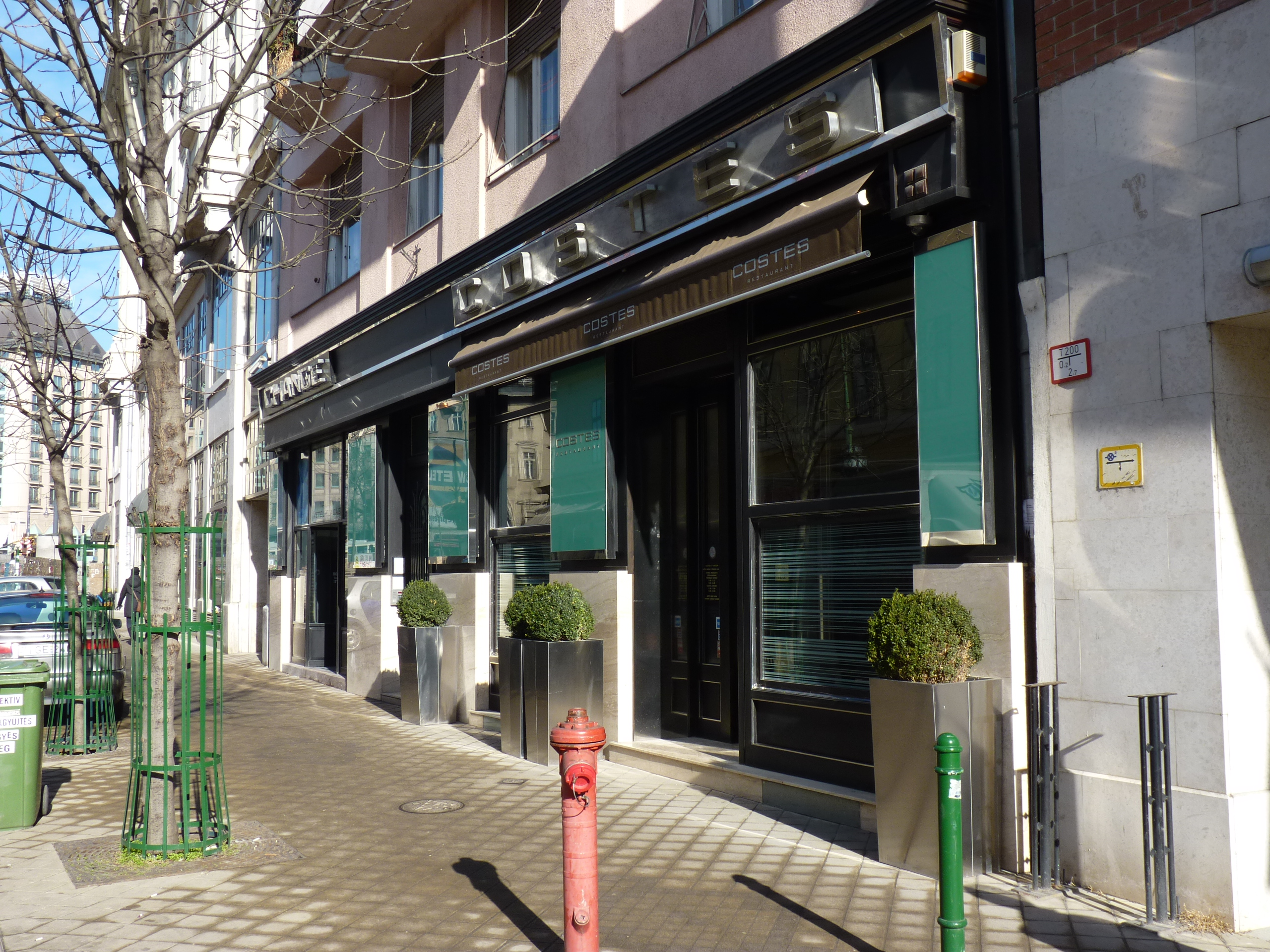
Costes

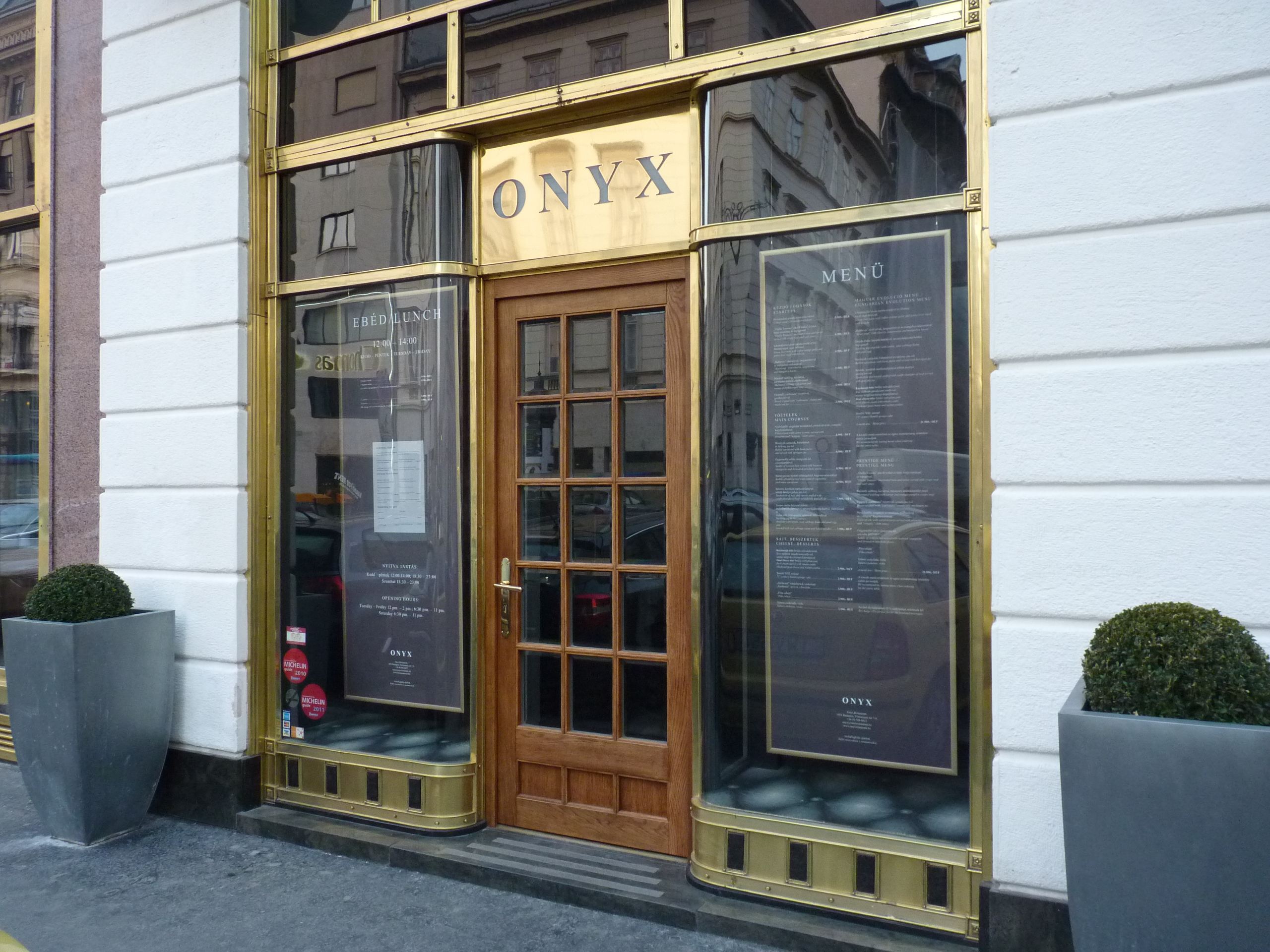
Onyx Étterem

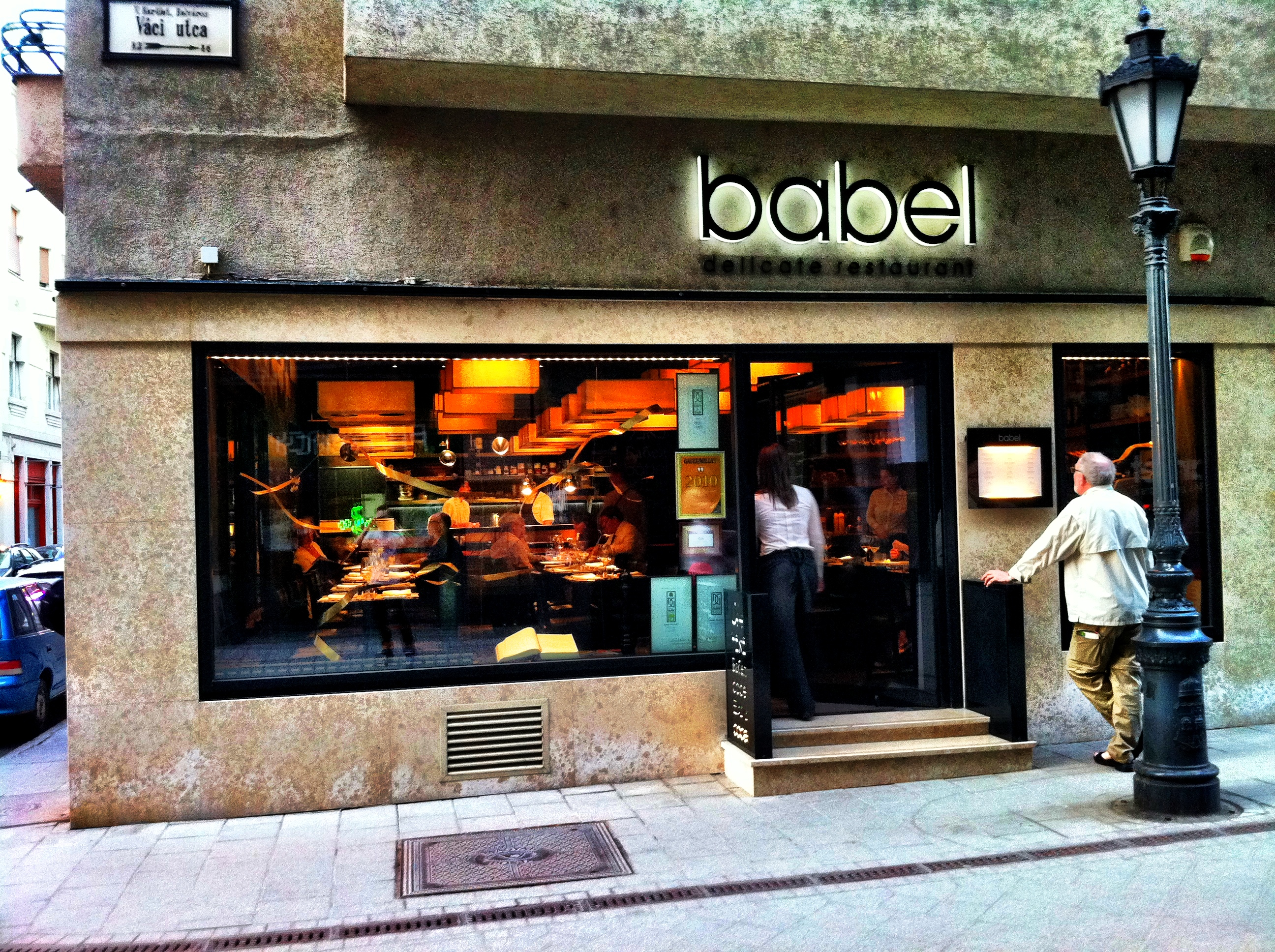
Babel Delicate Restaurant

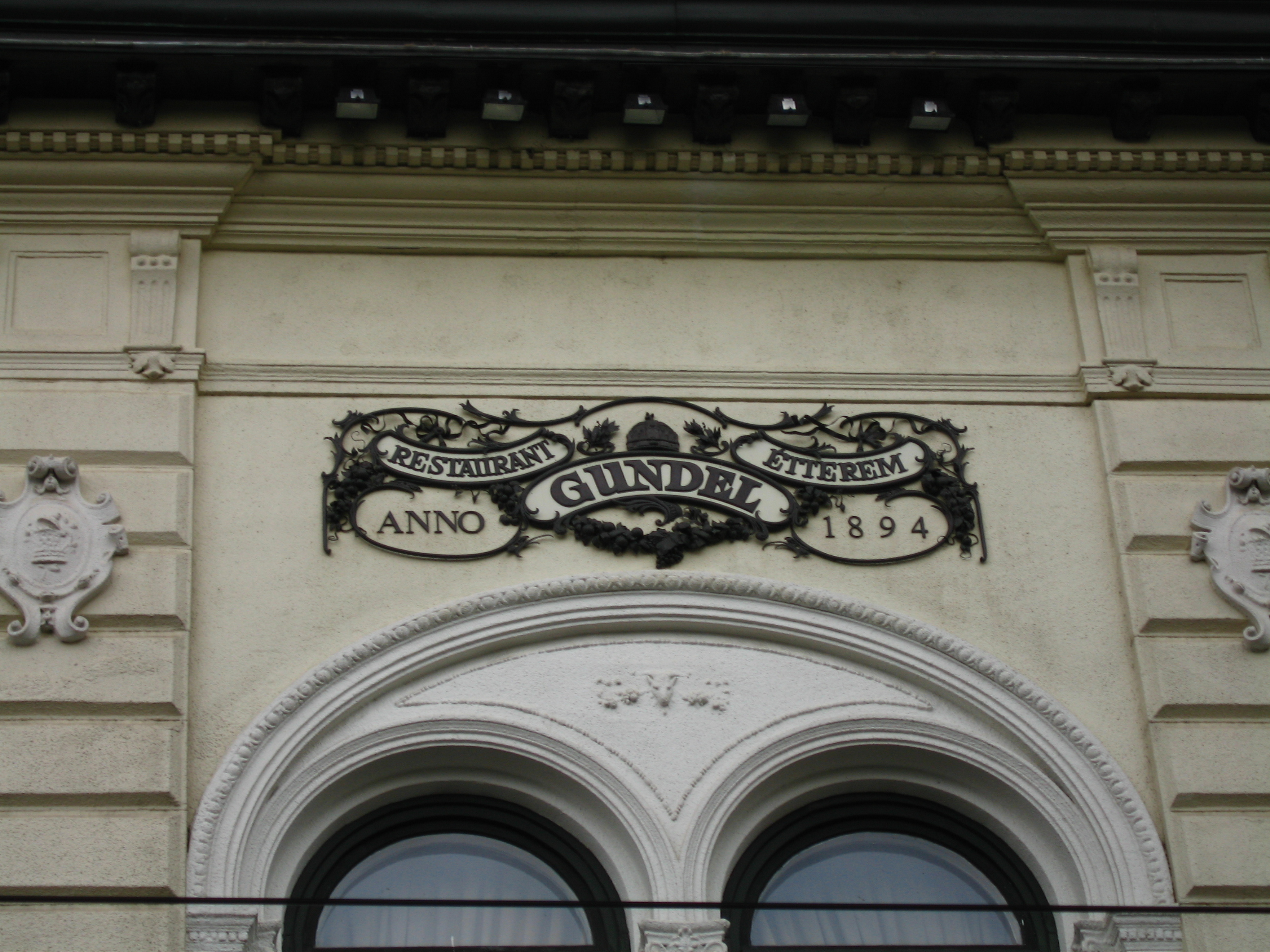
Gundel étterem

Ez a lista a Gault Millau Étteremkalauz étteremtesztjének 2011-es élmezőnyét tartalmazza. A Gault Millau Ausztria  20 pontos rendszerben értékeli a tesztelt éttermeket, melyek közül az élmezőnybe a legalább 11 pontot elért éttermek tartoznak. Nagyjából 16 pont felel meg az egy Michelin-csillagos színvonalnak.
A 2011-es élmezőnybe a következő éttermek tartoznak:
| Étterem                    | Város    | Pont |
| -------------------------- | -------- | ---- |
| Costes                     | Budapest | 17   |
| Fausto's Étterem           | Budapest | 16   |
| Onyx Étterem               | Budapest | 16   |
| Arcade Bistro              | Budapest | 15   |
| Bábel Delicate Restaurant  | Budapest | 15   |
| Café Pierrot               | Budapest | 15   |
| Arany Kaviár               | Budapest | 14   |
| Bock Bisztró               | Budapest | 14   |
| Csalogány26 Vendéglő       | Budapest | 14   |
| Déryné Bisztró             | Budapest | 14   |
| Múzeum Kávéház és Étterem  | Budapest | 14   |
| 21 a Magyar Vendéglő       | Budapest | 13   |
| Vadrózsa étterem           | Budapest | 13   |
| Alabárdos Étterem          | Budapest | 12,5 |
| Dunacorso Étterem          | Budapest | 12,5 |
| Robinson Étterem           | Budapest | 12,5 |
| Baraka Restaurant & Lounge | Budapest | 12   |
| Gundel étterem             | Budapest | 12   |
| Kogart étterem             | Budapest | 12   |
| Kárpátia Étterem           | Budapest | 11   |